# MIRC
mIRCは、Windows向けのInternet Relay Chat (IRC) クライアントである。統合されたスクリプト言語を備えており、拡張機能の作成を可能にしている。mIRCは1995年に初めてリリースされ、それ以降「Windowsで利用可能な最も人気のあるIRCクライアントの一つ」と評されてきた。mIRCはシェアウェアであり、30日間の評価期間後に登録のための支払いが必要となる。

## 歴史
mIRCはというイギリスのプログラマであるハレド・マルダム・ベイによって開発された。彼はシリア人の父とパレスチナ人の母のもと、ヨルダンで生まれた。彼は1994年後半に開発を開始し、1995年2月28日に最初のバージョンをリリースした。
マルダム・ベイによれば、Windows向けの最初のIRCクライアントには基本的なIRC機能が欠けていると感じたため、mIRCの開発を決意したという。その後、人々に評価されたことと技術的な挑戦が理由で開発を継続したと述べている。彼は、mIRCの人気が高まったことで生活の糧を得られるようになったとも述べている。また、冗談交じりに「mIRCの“m”は“moo”または“MU”（無）」を指すとも語っている。
mIRC 5.91は16ビットWindowsをサポートする最終バージョンであり、6.35はWindows 95、NT 4.0、98、MEをサポートする最後のバージョンである。現行バージョンはWindows XP以降に対応している。
このアプリケーションは、2006年のベースハンターによる楽曲「Boten Anna」のミュージックビデオにも登場している。

## 主な機能
mIRCにはいくつかの特徴的な機能がある。その一つはバージョンごとに改良されてきたスクリプト言語である。このスクリプト言語により、カスタムコマンド（エイリアス）などの軽微な変更だけでなく、mIRCの動作や外観を完全に変更することも可能である。また、もう一つの機能としては、DCCプロトコルを用いたファイル共有機能があり、内蔵ファイルサーバーも備えているとされている。
mIRC 7.1からは、2010年7月30日のリリース以降、UnicodeおよびIPv6をサポートしている。

### mIRCスクリプティング
mIRCの機能や動作は、内蔵されたmIRCスクリプト言語によって変更・拡張することができる。mIRCには独自のGUIスクリプトエディタが搭載されており、そのヘルプは「極めて詳細」と評されている。
このスクリプト言語は、たとえばファイルの名前変更や削除など、ユーザーのコンピュータに対して高いレベルのアクセス権限を持つため、悪意あるスクリプトがいくつも作られてきた。たとえば、$decode識別子を用いたものがあり、これはエンコードされた文字列をデコードするものである。この問題は2001年8月に報告され、5か月後でもユーザーが騙されてコマンドを実行し、「自分のmIRCの制御を他者に渡す」ような事態に陥る事例が報告されていた。この事態を受け、mIRCのバージョン6.17では変更が加えられ、$decodeはデフォルトで無効化され、その他の危険とみなされる機能についてもロック可能とされた。

## 評価
mIRCはCNETのDownload.comから4,000万回以上ダウンロードされている。2003年には、ニールセン/ネットレイティングスによって、最も人気のあるインターネットアプリケーションのトップ10の一つにランク付けされた。